# 塔拉塔 (科恰班巴省)

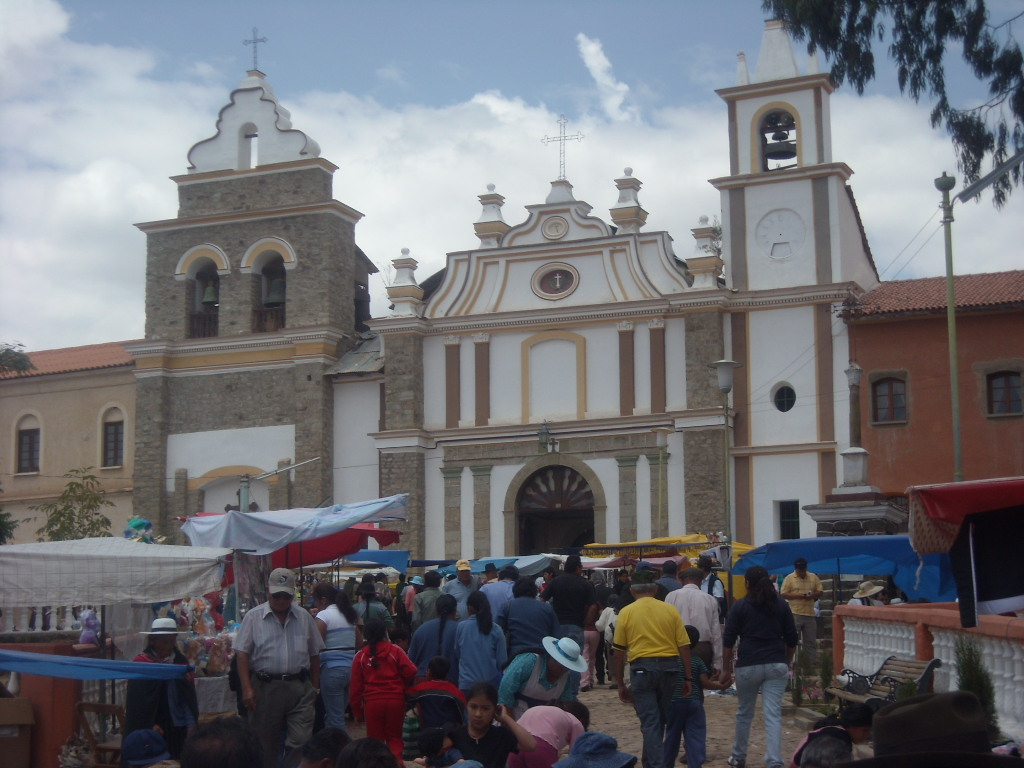

塔拉塔是玻利維亞的城鎮，由科恰班巴省負責管轄，位於該國中部，距離首府科恰班巴36公里，海拔高度2,766米，每年平均降雨量約450毫米，2010年人口4,030。

## 外部連結
- Population data and map of Tarata Municipality